# Laman (Mormons bok)
Laman var indianernas främste förfader enligt Mormons bok. Han skall ha levt omkring 600 f.Kr. och var äldste son till profeten Lehi och ständigt osams med sin yngre bror, profeten Nephi.